# Daniel Bragderyd
Nils Daniel Bragderyd, född 15 mars 1991, är en svensk barnskådespelare.
Han har medverkat i filmerna Pappa Polis och Lillebror på tjuvjakt samt i filmen Percy, Buffalo Bill & jag. Han hade även en biroll i Hjälp, rånare som klasskompis till huvudpersonen.

## Filmografi
- 2002 – Pappa polis (TV-serie)
- 2002 – Hjälp! Rånare! (TV-serie)
- 2003 – Lillebror på tjuvjakt
- 2004 – Farväl
- 2005 – Percy, Buffalo Bill och jag

### Fotnoter
1. 1 2  ”Daniel Bragderyd”. IMDb.com. Arkiverad från originalet den 17 februari 2016. https://web.archive.org/web/20160217044518/http://akas.imdb.com/name/nm1198991/. Läst 21 oktober 2012.